# Friedrich August von Sivers

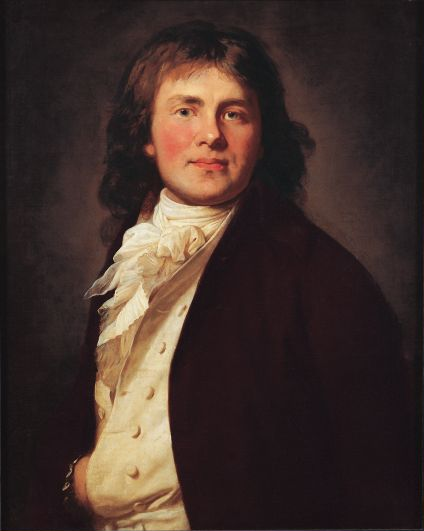
Friedrich August von Sivers. 1795 von Anton Graff porträtiert.

Friedrich August von Sivers (* 29. Juli 1766 in Dorpat; † 4. Juni 1823 ebenda) war ein livländischer Gutsbesitzer. Er entstammte dem deutsch-baltischen Adelsgeschlecht von Sivers. Das Adelsgeschlecht wurde von Peter von Sivers begründet. Der ehemalige Stammsitz der Familie war das Gut Euseküll.